# قطعنامه ۱۷۵۵ شورای امنیت
قطعنامه ۱۷۵۵ شورای امنیت سازمان ملل متحد که در تاریخ ۳۰ آوریل ۲۰۰۷ تصویب شد، سندی بین‌المللی دربارهٔ گزارش دبیر کل سازمان ملل دربارهٔ سودان است. این قطعنامه طی نشست ۵۶۷۰ام با ۱۵ رای موافق، ۰ مخالف و ۰ ممتنع تصویب شد.